# Ove Hove
Pour les articles homonymes, voir Hove.
Ove Hove, né le 17 mai 1914 à Skive au Danemark, et mort le 21 octobre 1993, est un homme politique danois, membre des Sociaux-démocrates et ancien ministre.